# 贝特维莱尔
贝特维莱尔（法語：Bettviller，法語發音：[bɛtvilɛʁ]；洛林法兰克语：Bettviller）是法国摩泽尔省的一个市镇，属于萨尔格米讷区。

## 地理
贝特维莱尔（49°4'46"N, 7°17'7"E）面积18.41 平方千米，位于法国大東部大區摩泽尔省，该省份为法国东北部内陆省份，是洛林的一部分，西南接默尔特-摩泽尔省，东临下莱茵省，北与卢森堡和德国接壤。
与贝特维莱尔接壤的市镇（或旧市镇、城区）包括：埃潘、大雷代尔尚、奥特维莱尔、小雷代尔尚、里姆兰、罗尔巴克莱比奇。

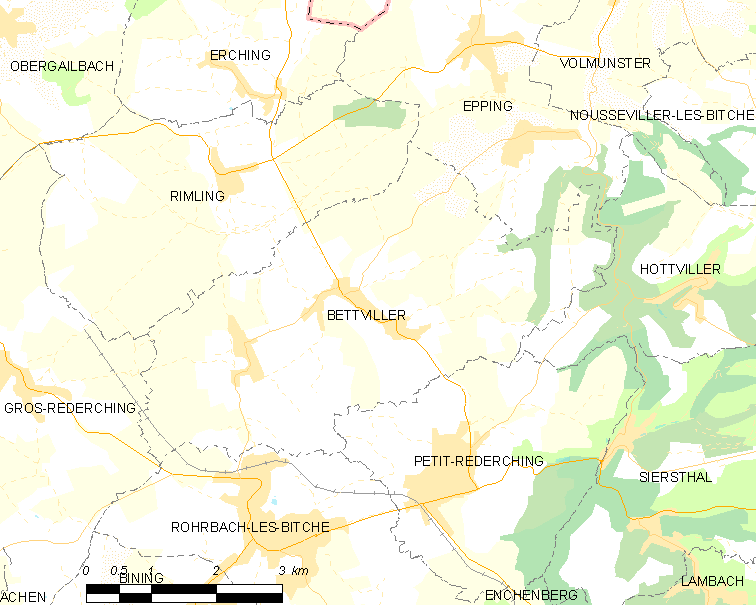
贝特维莱尔的OSM定位图

贝特维莱尔的时区为UTC+01:00、UTC+02:00（夏令时）。

## 行政
贝特维莱尔的邮政编码为57410，INSEE市镇编码为57074。

## 政治
贝特维莱尔所属的省级选区为比奇县。

## 人口

1962-2008年间贝特维莱尔人口变化图示

贝特维莱尔于2022年1月1日时的人口数量为819人。